# Pozdní Ťin (1616–1636)
Říše Pozdní Ťin (čínsky v českém přepisu Chou Ťin, pchin-jinem Hòu Jīn, znaky zjednodušené 后金, tradiční 後金, mandžusky: Aisin Gurun) byl stát vyhlášený roku 1616 Nurhačim, náčelníkem džürčenských kmenů. Nurhači, původně drobný džürčenský náčelník, v období od 80. let 16. století do prvních desetiletí 17. století sjednotil Džürčeny v jižním Mandžusku a na čínské říši Ming dobyl poloostrov Liao-tung. Roku 1616 pak přijal titul chána a svůj stát pojmenoval Velká Ťin, po džürčenské říši Ťin z 12.–13. století. Pro odlišení od zmíněné říše historikové rozlišují Nurhačiho stát přívlastkem „Pozdní“, tedy Pozdní Ťin.
Nurhači zemřel roku 1626, jeho syn a nástupce Chuang Tchaj-ťi Džürčeny přejmenoval na Mandžuy a roku 1636 i stát na říši Čching.